# Fuscolachnum
Fuscolachnum J.H. Haines – rodzaj grzybów z rodziny Hyphodiscaceae.

## Systematyka i nazewnictwo
Pozycja w klasyfikacji według Index Fungorum
Hyphodiscaceae, Helotiales, Leotiomycetidae, Leotiomycetes, Pezizomycotina, Ascomycota, Fungi.
Gatunki występujące w Polsce
- Fuscolachnum misellum (Roberge ex Desm.) J.H. Haines 1989
- Fuscolachnum pteridis (Alb. & Schwein.) J.H. Haines 1989

Nazwy naukowe na podstawie Index Fungorum. Wykaz gatunków według M.A. Chmiel.